# 袁慶祥
袁慶祥（1442年—?），字德徵，江西贛州府雩都縣人，民籍，明朝政治人物。進士出身。

## 生平
早年出身國子生，江西鄉試第九十二名。成化十四年（1478年）戊戌科會試第二百六十九名，殿試登進士第三甲第七十七名。歷官刑部员外郎，弘治三年（1490年）七月升廣東按察司佥事，十二年正月考察以不謹闲住。

## 家族
曾祖父袁雩昌。祖父袁方智。父亲袁端，曾任教授。母孫氏。重庆下。娶劉氏。